# Hyperbolische meetkunde

Een driehoek op een zadelvorm.

In de wiskunde is de hyperbolische meetkunde, of Bolyai-Lobatsjevski meetkunde, een niet-euclidische meetkunde. In de hyperbolische meetkunde vervangt men het parallellenpostulaat uit de Euclidische meetkunde. Het parallellenpostulaat is in de Euclidische meetkunde equivalent met de bewering dat, in de twee dimensionale ruimte, voor elke gegeven lijn l en een punt P, dat niet op l ligt, er precies één lijn door P loopt, die l niet kruist, dat wil zeggen evenwijdig aan l loopt. In de hyperbolische meetkunde zijn er ten minste twee verschillende lijnen door P die l niet snijden. In de hyperbolische meetkunde wordt dus niet meer aan het parallellenpostulaat voldaan. Binnen de Euclidische meetkunde zijn ruimten gedefinieerd, die aan de axioma's van de hyperbolische meetkunde voldoen, waarmee werd bewezen dat het parallellenpostulaat onafhankelijk is van de andere postulaten van Euclides.
De hyperbolische meetkunde is rond 1830 ontdekt. Grondleggers van de hyperbolische meetkunde waren János Bolyai (1802–1860), die wordt beschouwd als een van de grondleggers van de niet-euclidische meetkunde, Carl Friedrich Gauss (1777-1855) en Nikolaj Lobatsjevski (1792-1856), ook vooral bekend vanwege zijn prestaties op het gebied van de niet-euclidische meetkunde.

## Driehoeken
Afstanden in het hyperbolische vlak kunnen worden gemeten in de lengte eenheid {\displaystyle R={\frac {1}{\sqrt {-K}}}}, te vergelijken met de straal van de bol in de sferische geometrie. De constante {\displaystyle K} is de Gaussiaanse kromming van het oppervlak. Gebruik makend van deze lengte-eenheid kan eenzelfde soort stelling als de stelling van Pythagoras worden bewezen. Wanneer a, b de zijden zijn en c is de hypotenusa van een rechthoekige driehoek alle gemeten in deze eenheid geldt:
{\displaystyle \cosh c=\cosh a\cosh b\,.}
De cosh functie is een hyperbolische functie. In de meetkunde zijn punten en lijnen duaal, goniometrische en hyperbolische functies kunnen in de hyperbolische meetkunde worden verwisseld: de hyperbolische functies zijn van toepassing op de zijden en de goniometrische functies worden toegepast op de hoeken.  Bijvoorbeeld de sinus voor hyperbolische driehoeken is:
{\displaystyle {\frac {\sin A}{\sinh a}}={\frac {\sin B}{\sinh b}}={\frac {\sin C}{\sinh c}}.}
In de hyperbolische driehoeken is de som van de drie hoeken van een driehoek minder dan 180°. Het verschil wordt het defect genoemd. Het oppervlak van een hyperbolische driehoek wordt gegeven door zijn defect vermenigvuldigd met R² waarbij {\displaystyle R={\frac {1}{\sqrt {-K}}}}. Zodoende hebben hyperbolische driehoeken een oppervlak kleiner dan πR².  Het oppervlak van een ideale hyperbolische driehoek is gelijk aan dit maximum.
Net als in de sferische geometrie zijn de enige gelijkvormige driehoeken uitsluitend congruente driehoeken.